# Hoàng Thúc Gị
Hoàng Thúc Gị (1904 - ?) là một kí giả Việt Nam.

## Sự nghiệp
Hoàng Thúc Gị sinh năm 1904 tại Hà Đông, tham gia sáng lập Việt Nam Quốc dân Đảng khi còn làm kế toán Việt-nam khách-sạn, một cơ sở tài chính của Đảng tại Hà Nội. Sau vụ ám sát Bazin, Việt Nam Quốc dân Đảng bị triệt phá, còn Việt Nam khách sạn cũng bị buộc đóng cửa vĩnh viễn, Hoàng Thúc Gị nằm trong số thành viên bị cầm cố và kết án khổ sai Côn Đảo 10 năm.
Tại Côn Đảo, Hoàng Thúc Gị cùng Trần Huy Liệu, Lê Văn Phúc, Nguyễn Phương Thảo và Tưởng Dân Bảo tuyên bố li khai chủ nghĩa Tam Dân, ngày càng tỏ ra có cảm tình với Đông Dương Cộng sản Đảng, tuy nhiên, do sợ bị đồng chí ám hại nên không dám ra mặt ủng hộ.
Năm 1936, Hoàng Thúc Gị được chính phủ Bình Dân ân xá. Ông trở lại Hà Nội tiếp tục phục vụ Việt Nam Quốc dân Đảng với vai trò tuyên truyền viên.
Tháng 11 năm 1945, trong cao trào Việt Nam độc lập, Hoàng Thúc Gị đứng ra làm chủ bút Việt-nam tuần-báo, cơ quan ngôn luận chính thức đầu tiên của Việt Nam Quốc dân Đảng, trụ sở tại số 80 Quán Thánh.